# KIF Vejen
KIF Vejen var en dansk handbollsklubb från Vejen som etablerades 2005, efter att laget tidigare hetat Kolding IF, och spelade i Damehåndboldligaen. Laget spelade sina hemmamatcher på Vejen Idrottscenter.

## Historia
Säsongen 2009-2010 nådde laget sin största framgång internationellt då de spelade final i Cupvinnarcupen mot Buducnost. Klubben förlorade båda matcherna 20-23 och 16-18. Säsongen 2010/11 slutade laget på en tredje plats i danska ligan. Året efter fick man spela i EHF-cupen och nådde en semifinal. Under 2011 annonserades att laget blev en självständig klubb, med ny tränare och ny huvudsponsor. Den nya klubben kom att heta Vejen Elite Håndbold eller Vejen EH, Klubben fick en kort existens och förklarade sig själv i konkurs den 28 april 2014.
Vejen EH startade som KIF Vejen 2005, då man i Kolding IF Håndbold menade, att damlaget i för hög grad stod i skuggan av det framgångsrika herrlaget. Genom att fysiskt flytta damlaget till Vejen hoppades man på att dra åskådare och sponsorer till damlaget för att klara att upprätthålla damlagets position i ligan. Ekonomin blev dock för dålig och efter tre år slutade klubben i konkurs.

## Meriter
- Cupvinnarcupen 2009/2010 efter förlust mot Buducnost med 36-41 sammanlagt
- Semifinal i EHF-cupen 2011/2012, förlust mot GK Lada med 37-43 sammanlagt
- Damehåndboldligaen 2008-2009

## Spelare i urval
- Gabriella Kain (2010–2012)
- Åsa Könsberg (2006–2007)
- Jennie Linnéll (2007–2010)
- Jenny Gustafsson (2006–2010)
- Mette Sjøberg (2011–2013)
- Louise Burgaard (2010–2011)
- Mette Gravholt (2005–2006)
- Maibritt Kviesgaard (2005–2006)
- Rikke Petersen (2007–2011)
- Rikke Poulsen (2012–2014)
- Louise Svalastog (2008–2011)
- Ida Björndalen (2009–2014)